# Lathrothele catamita
Espèce
Synonymes
- Ischnothele catamita Simon, 1907

Lathrothele catamita est une espèce d'araignées mygalomorphes de la famille des Ischnothelidae.

## Distribution
Cette espèce est endémique de São Tomé à Sao Tomé-et-Principe,. 

## Description
Les femelles mesurent de 8,8 à 9,8 mm.
La carapace de la femelle lectotype mesure 3,43 mm de long sur 3,08 mm.

## Systématique et taxinomie
Cette espèce a été décrite sous le protonyme Ischnothele catamita par Simon en 1907. Elle est placée dans le genre Lathrothele par Benoit en 1965.

## Publication originale
- Simon, 1907 : Arachnides recueillis par L. Fea sur la côte occidentale d'Afrique. 1re partie. Annali del Museo Civico di Storia Naturale di Genova, sér. 3, vol. 3, p. 218-323 (texte intéral).